# Přední planina
Přední planina (niem. Planur, 1195 m n.p.m.) – szczyt w czeskiej części Karkonoszy, w zachodniej części Černohorskiej hornatiny.

## Położenie
Přední planina położona jest w centralnej części Karkonoszy, ok. 2,5 km na południe od centrum Szpindlerowego Młyna. Stanowi kulminację grzbietu odchodzącego ku zachodowi od Zadní planiny. Grzbiet ten skręca tu ku południowi. Od znajdującego się na północnym wschodzie Stohu oddziela ją niezbut głęboka przełęcz. Ku północnemu zachodowi odchodzi krótkie, boczne ramię z Hromovką. Ku południowi odchodzi długi grzbiet, kończący się nad Vrchlabí. Północne zbocza, opadające w stroną przysiółka Svatý Petr są długie i strome.

## Wody
Północne i zachodnie zbocza odwadniane są przez dopływy Łaby, a południowe Malé Labe.

## Roślinność
Zbocza masywy porastają lasy świerkowe. Przecinają je liczne drogi leśne. Partie wokół wierzchołka zostały pozbawione lasu.

## Ochrona przyrody
Wzniesienie położone na obszarze czeskiego Karkonoskiego Parku Narodowego (Krkonošský národní park, KRNAP).

## Turystyka
Przez szczyt przechodzi:
- niebieski szlak łącznikowy

Na zachód od szczytu biegnie:
- zielony szlak ze Špindlerovego Mlýna do Peca pod Sněžkou

Na południe od wierzchołka znajdują się polany z zabudowaniami. W jednym z nich znajduje się schronisko Bouda Na Pláni.
Północne zbocza Přední planiny pokrywają liczne wyciągi narciarskie i trasy narciarskie.